# White Pony
White Pony är det tredje albumet av det amerikanska alternativ metal-bandet Deftones. Skivan släpptes den 20 juni 2000. Det finns fyra varianter av skivan, en grå, en röd, en svart och en vit. På den vita och den svarta varianten så finns låten "The Boy's Republic", men inte "Back to School (Mini Maggit)".
"White Pony" är slang för kokain.

## Låtlista
Alla sånger är skrivna av Deftones, förutom "Passenger" som är skriven av Deftones och Maynard James Keenan.

### Originalvariant (grått omslag)
1. "Feiticeira" – 3:09
2. "Digital Bath" – 4:15
3. "Elite" – 4:01
4. "RX Queen" – 4:27
5. "Street Carp" – 2:41
6. "Teenager" – 3:20
7. "Knife Party" – 4:49
8. "Korea" – 3:23
9. "Passenger" – 6:07
10. "Change (In the House of Flies)" – 5:00
11. "Pink Maggit" – 7:32

### Rött och svart omslag
1. "Feiticeira" – 3:09
2. "Digital Bath" – 4:15
3. "Elite" – 4:01
4. "RX Queen" – 4:27
5. "Street Carp" – 2:41
6. "Teenager" – 3:20
7. "Knife Prty" – 4:49
8. "Korea" – 3:23
9. "Passenger" – 6:07
10. "Change (In the House of Flies)" – 5:00
11. "Pink Maggit" – 7:32
12. "The Boy's Republic" – 4:35

### Vitt omslag
1. "Back to School (Mini Maggit)" – 3:57
2. "Feiticeira" – 3:09
3. "Digital Bath" – 4:15
4. "Elite" – 4:01
5. "RX Queen" – 4:27
6. "Street Carp" – 2:41
7. "Teenager" – 3:20
8. "Knife Prty" – 4:49
9. "Korea" – 3:23
10. "Passenger" – 6:07
11. "Change (In the House of Flies)" – 5:00
12. "Pink Maggit" – 7:32

## Medverkande
- Chino Moreno –sång, gitarr
- Stephen Carpenter – gitarr
- Chi Cheng – bas
- Abe Cunningham – trummor
- Frank Delgado – sampler, grammofon, klaverinstrument

## Singlar
- Change (In the House of Flies)
- Back to School (Mini Maggit)
- Digital Bath